# Saint-Médard (Quebec)
Saint-Médard es un municipio canadiense situado en la provincia de Quebec.

## Superficie
Saint-Médard tiene una superficie de 75,28 km².

## Demografía
En 2021, tenía 216 habitantes, una densidad poblacional de 2,9 hab./km², y 120 viviendas.